# Resolutie 978 Veiligheidsraad Verenigde Naties
Resolutie 978 van de Veiligheidsraad van de Verenigde Naties werd unaniem aangenomen op 27 februari 1995. De Veiligheidsraad vroeg landen verdachten van de Rwandese genocide op te pakken.

## Achtergrond
Toen Rwanda een Belgische kolonie was, werd de Tutsi-minderheid in het land verheven tot een elite die de grote Hutu-minderheid wreed onderdrukte. Na de onafhankelijkheid werden de Tutsi verdreven en namen de Hutu de macht over. Het conflict bleef aanslepen, en in 1990 vielen Tutsi-milities verenigd als het FPR Rwanda binnen. Met westerse steun werden zij echter verdreven. In Rwanda zelf werd de Hutu-bevolking opgehitst tegen de Tutsi. Dat leidde begin 1994 tot de Rwandese genocide. De UNAMIR-vredesmacht van de Verenigde Naties kon vanwege een te krap mandaat niet ingrijpen.

## Inhoud
De Veiligheidsraad uitte opnieuw zijn bezorgdheid naar aanleiding van rapporten over genocide en systematische mensenrechtenschendingen die werden gepleegd in Rwanda. Dat was bevestigd door de commissie van experts naar aanleiding van resolutie 935. Men was ook bezorgd over de situatie in de vluchtelingenkampen en het geweld tegen vluchtelingen die vrijwillig wilden terugkeren. De verantwoordelijken moesten berecht worden. Daarvoor was het Rwanda-tribunaal opgericht.
De Veiligheidsraad vroeg alle landen om personen waartegen voldoende bewijs was dat ze schuldig waren aan daden binnen de jurisdictie van het tribunaal op te pakken en vast te houden en secretaris-generaal Boutros Boutros-Ghali en openbaar aanklager Richard Goldstone te laten weten wie ze zijn, waarvan ze verdacht worden en het bewijs daarvan, wanneer ze werden opgepakt en waar ze worden vastgehouden. Ook werd aan deze landen gevraagd om samen te werken met het ICRC en onderzoekers van het tribunaal.
Alle aanvallen tegen de vluchtelingenkampen nabij de grenzen van Rwanda werden veroordeeld. De landen waarin die aanvallen plaatsvonden moesten de daders oppakken.

## Verwante resoluties
- Resolutie 965 Veiligheidsraad Verenigde Naties (1994)
- Resolutie 977 Veiligheidsraad Verenigde Naties
- Resolutie 989 Veiligheidsraad Verenigde Naties
- Resolutie 997 Veiligheidsraad Verenigde Naties

Lijst ·  970 ·  971 ·  972 ·  973 ·  974 ·  975 ·  976 ·  977 ·  978 ·  979 ·  980 ·  981 ·  982 ·  983 ·  984 ·  985 ·  986 ·  987 ·  988 ·  989 ·  990 ·  991 ·  992 ·  993 ·  994 ·  995 ·  996 ·  997 ·  998 ·  999 ·  1000 ·  1001 ·  1002 ·  1003 ·  1004 ·  1005 ·  1006 ·  1007 ·  1008 ·  1009 ·  1010 ·  1011 ·  1012 ·  1013 ·  1014 ·  1015 ·  1016 ·  1017 ·  1018 ·  1019 ·  1020 ·  1021 ·  1022 ·  1023 ·  1024 ·  1025 ·  1026 ·  1027 ·  1028 ·  1029 ·  1030 ·  1031 ·  1032 ·  1033 ·  1034 ·  1035